# Egon Ammann
Egon Ammann (* 9. Oktober 1941 in Bern; † 9. August 2017 in Berlin) war ein Schweizer Verleger und Gründer des Ammann Verlages.

## Leben
Egon Ammann begann nach der Schulzeit ein Studium der Altphilologie in Fribourg und in Zürich, das er jedoch abbrach. Stattdessen machte er bei der Buchhandlung A. Francke AG  in Bern eine Lehre als Sortimentsbuchhändler. Danach lebte er zeitweilig in Istanbul, wo er für die deutsch-türkische Buchhandlung von Franz Mühlbauer arbeitete. Außerdem unterrichtete er am dortigen Goethe-Institut. In die Schweiz zurückgekehrt, stellte ihn Otto F. Walter als Lektor in seinem Walter Verlag ein. Walter wurde jedoch kurz danach von dessen Aktionären aus dem Verlag gedrängt, so dass die Anstellung Ammanns hinfällig wurde. So gründete dieser 1966 seinen eigenen Verlag, den Kandelaber Verlag. Bei Kandelaber erschienen Bücher des damals noch unbekannten Gerhard Meier, Aufsätze von Adolf Muschg, Gedichte von Hans Rudolf Hilty und Felix Philipp Ingold sowie eine Anthologie von Gedichten aus dem Prager Frühling. Der geschäftliche Erfolg blieb jedoch aus, 1970 musste der Kandelaber Verlag Konkurs anmelden. Ammann ging nach Barcelona und war Lektor bei Editorial Seix Barral. Zudem verdingte er sich als „rejón“, als Diener eines Toreros.
1975 übertrug ihm Siegfried Unseld die Leitung der Schweizer Filiale des Suhrkamp Verlages in Zürich. Ammanns Aufgabe war es, junge Schweizer Autoren aufzuspüren und zu fördern.

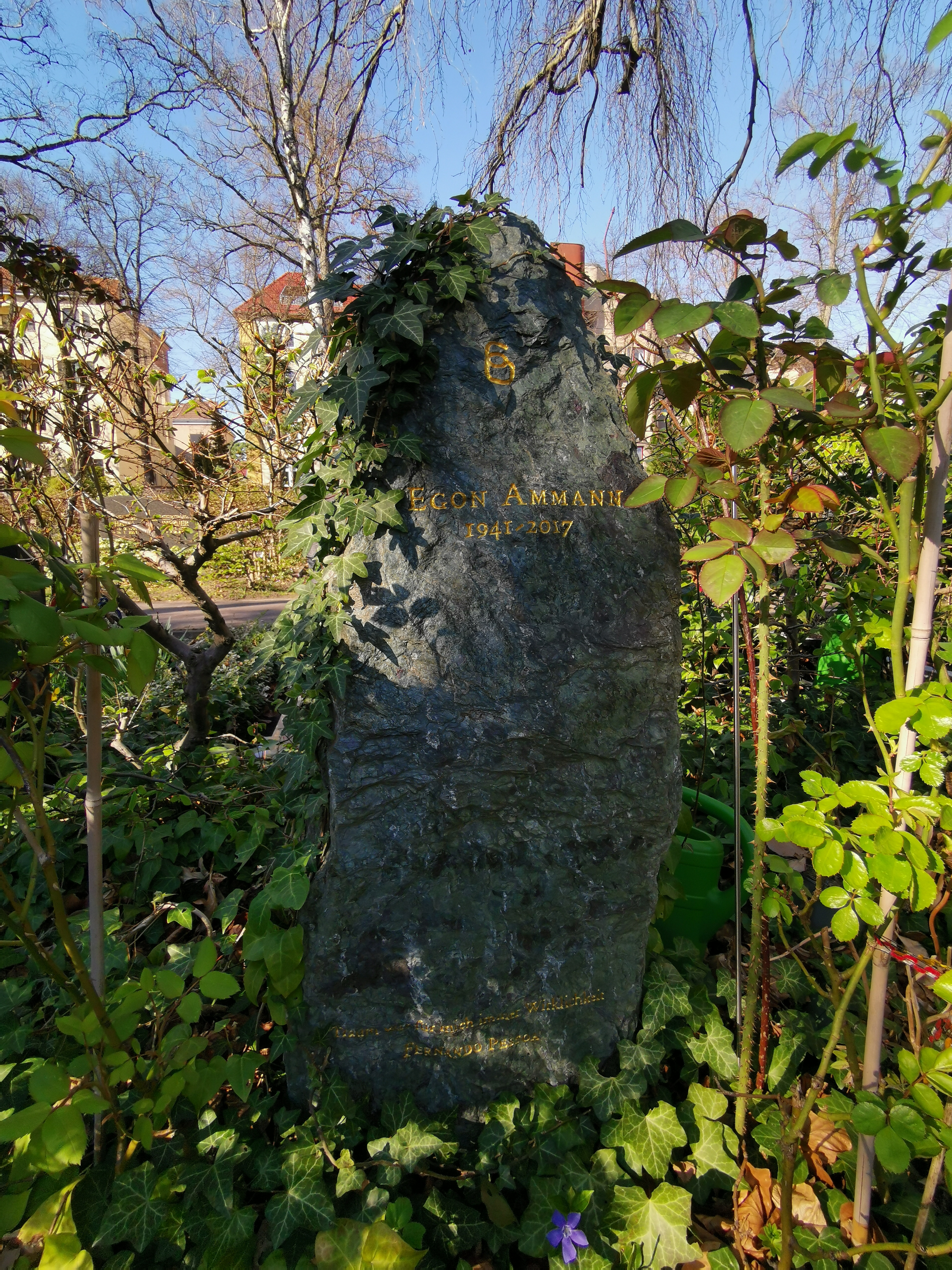
Grabstelle auf dem Friedhof Schöneberg III

1981 gründeten er und seine Frau Marie-Luise Flammersfeld in Zürich den Ammann Verlag. Den Anstoß gab ein Manuskript von Thomas Hürlimann, dessen Erzählung „Die Tessinerin“ das erste Buch war, das der Ammann Verlag herausbrachte. Anfangs konzentrierte Ammann sich auf Schweizer Autoren, später verlegte er u. a. Dostojewski in den Übersetzungen von Swetlana Geier, Fernando Pessoa, Konstantinos Kavafis, László Krasznahorkai, Georges-Arthur Goldschmidt, Éric-Emmanuel Schmitt, den im Gulag gestorbenen Dichter Ossip Mandelstam und Abraham Sutzkever, den Chronisten des Wilnaer Ghettos. „Er sah Bücher, wo es sie noch gar nicht gab. Er fand die Poesie, wo andere achtlos vorübergingen.“ 1983 brachte er Wole Soyinka heraus – und hielt dessen Bücher im Programm, auch als der Verwaltungsrat angesichts eines erbärmlichen Absatzes (in drei Jahren 14 Bücher bei einer Auflage von 5000 Exemplaren) darauf drängte, Soyinka auszusondern. Dann, 1986, erhielt sein Autor den Literaturnobelpreis, „einer vieler Glücksfälle, die den von Geldsorgen geplagten Verlag über einen längeren Zeitraum am Leben erhielten“. In wirtschaftlich schwierigen Zeiten unterstützen ihn George Reinhart und Monika Schoeller.
Am 10. August 2009 kündigte Egon Ammann die Schließung des Verlages zum 30. Juni 2010 an.

„Die Gründe für diesen Entschluss liegen im fortgeschrittenen Alter der Verleger und in einer Marktsituation, die für Literatur zunehmend schwieriger wird. Ein Verlag mit dem Profil des Ammann Verlags ist eng an die verantwortlichen Personen gebunden und kann ohne sie nicht fortbestehen. Marie-Luise Flammersfeld und ich haben gegeben, was wir zu geben hatten. – «Alles hat seine Zeit»“

An einen Konzern wollte oder konnte Egon Ammann seinen Verlag nicht verkaufen. Seit 2010 lebten Egon Ammann und Marie-Luise Flammersfeld als Privatiers in Berlin, wo er 2017 verstarb. Seine letzte Ruhe fand er auf dem Friedhof Schöneberg III in der Stubenrauchstraße in Berlin-Friedenau (Abteilung 28, Nummer 41).

## Zitat
- «Lesen ist für mich Reisen ohne wegzugehen.»[15]